# Paul Honiss
Paul Honiss (Hamilton, Nueva Zelanda,18 de junio de 1963) es un árbitro internacional de rugby union.
Comenzó su carrera en 1984. Debutando como internacional el 20 de febrero de 1997 durante las calificaciones a la Copa del Mundo de Rugby 1999 entre las selecciones de Tahití y las Islas Cook.
Honiss ha sido desde entonces seleccionado para participar en la Copa Mundial de Rugby de 1999 en Gales, en la Copa Mundial de Rugby de 2003 celebrada en Australia y en la última edición en Francia.
Durante la Copa del mundo de 2007, Honiss igualó el récord de partidos arbitrados, que hasta entonces poseía el galés Derek Bevan, al pitar su partido número 44, el Argentina-Irlanda, el 30 de septiembre.
Posteriormente superó dicho récord al colegiar el partido por el tercer puesto entre Argentina y Francia el 19 de octubre.

## Trivial
Una pista de hockey y otra de tenis del Saint John's College de Hamilton en Nueva Zelanda fueron bautizadas con su nombre, siendo un antiguo alumno de dicha escuela.